# Catedral de Iquitos
La Catedral de San Juan Bautista, conocida informalmente como Catedral de Iquitos o  Iglesia Matriz de Iquitos es el principal templo católico de la ciudad peruana de Iquitos.
Está localizada en el centro histórico de la ciudad, en la intersección de los jirones Arica y Putumayo. Actualmente se encuentra bajo la autoridad del obispo Miguel Olaortúa Laspra. Es propiedad de la Iglesia católica, y fue declarada Patrimonio Histórico Cultural de la Nación en 1996. Es de estilo neogótico y está considerada como el principal icono urbano de la ciudad.
Actualmente es el templo religioso más alto de la ciudad y uno de los edificios patrimoniales que se encuentra en mejor estado de conservación. La catedral posee una cripta.

## Historia

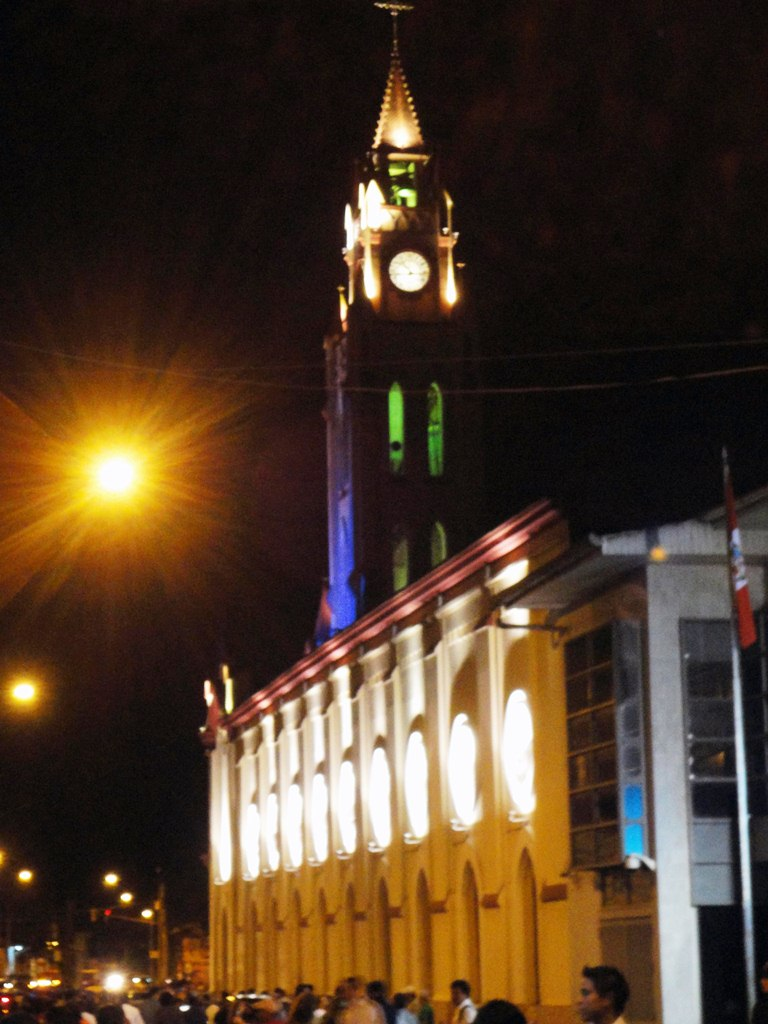
La catedral en el presente desde mediados de 2013.

Siendo ejemplo excelso de la V Etapa Arquitectónica de Iquitos (1915-1940), la construcción de la catedral inició en 1911 luego de la demolición del templo antiguo y fue inaugurada el 16 de marzo de 1919, con la torre siendo terminada el 1924.  Adquirido en Suiza, el reloj público fue instalado en la torre de 20 m de altura, junto al campanario y la cruz metálica en la cúspide, en 1925 por La Junta de Progreso Local, y el cuidado del templo estuvo a cargo de Manuel Pinedo por muchos años. Subsiguiente, tuvo ciertas ampliaciones entre 1944 y 1949 por el Padre Avencio Villarejo, etapa donde adquirió su estructura definitiva.
Desde 2013, la Catedral recibió un sistema de luces coloridas para ensalzar su arquitectura.

## Obispado
El actual Administrador Diocesano es el agustino leones Miguel Fuertes Prieto O.S.A. elegido por consejo de la Misión del Vicariato Apostólico de Iquitos, sucediendo al fallecido Obispo Vasco Miguel Olaortúa Laspra O.S.A.

## Mons. Miguel Fuertes Prieto.O.S.A.
Nació el 18 de octubre del Año Santo de 1958, en León (España). El 17 de septiembre de 1976 ingresó al Noviciado de los Agustinos en Becerril de Campos, en Palencia (España). Hizo sus votos temporales el 18 de setiembre de 1978 en la Orden de San Agustín y su Profesión solemne el 19 de marzo de 1982.Concluyó sus estudios de Bachiller en Teología en el Estudio Teológico Agustiniano de Valladolid (España), en junio de 1982. Fue ordenado Diácono el 28 de junio de 1982 por Mons. Nicolás Castellanos Franco, Obispo de Palencia (España). Se ordenó de Sacerdote el 12 de setiembre de 1982 por el vicario apostólico de Iquitos, Mons. Gabino Peral de la Torre.En su vida pastoral, fue párroco de las parroquias Santa Rita de Casia, río Marañón (1983-1997), Espíritu Santo (1997-2001) y Nuestra Señora de la Salud (2001-2002). Fue responsable del Preseminario Agustiniano de Nuestra Señora de la Salud, Iquitos (2003–2005). Posteriormente, se desempeñó como párroco de la Parroquia Nuestra Señora de la Salud (2006-2013). También tuvo el cargo de vicario regional de los PP. Agustinos (2001-2014). Años después fue nombrado miembro del equipo nacional de Animación Pastoral del Movimiento por un Mundo Mejor (1998-2013) y párroco de la Parroquia San Juan Bautista - Catedral (2014-2019).
Entre febrero y noviembre de 2019 ocupó el cargo de presidente de la Federación de PP. Agustinos, además fue nombrado Administrador Diocesano de Iquitos, el 4 de noviembre de 2019.

## Cripta
El acceso a la cripta está detrás de la alta mayor del Gran Salón, justo detrás de la réplica de la catedral. El lugar contiene los restos de los primeros obispos del Vicariato de Iquitos tales como el Monseñor Sotelo Redondo y  José García Pulgar La Torre, también los restos del fallecido Monseñor Miguel Olaortúa Laspra.

## Estilo

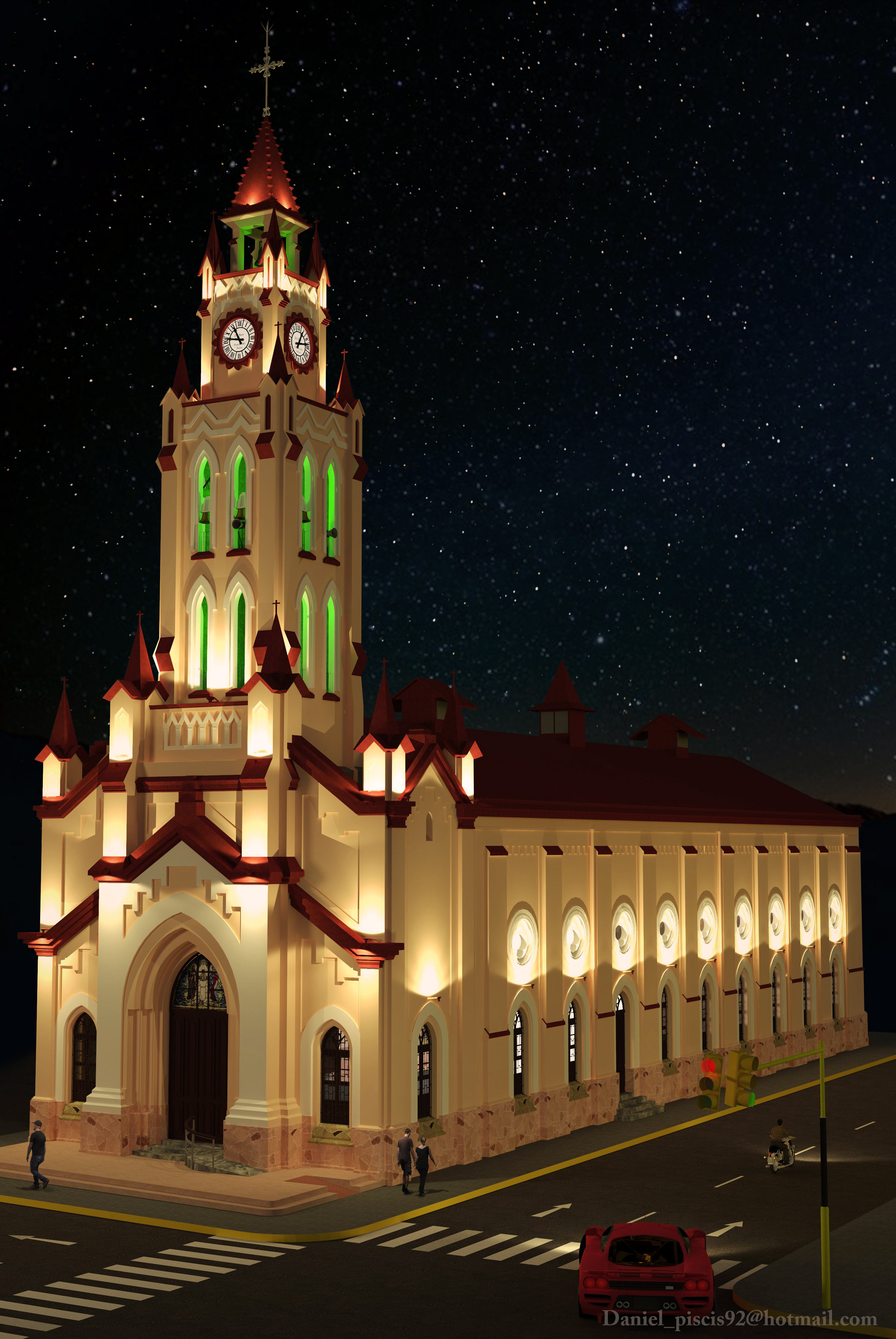
Modelo exacto 3D generado por computadora de la Catedral de Iquitos.

La Catedral de Iquitos es prominentemente neogótica, como una importante elección por el estilo gótico medieval, y rechazando el estilo neoclásico como un tajante desvinculación de una presentación nacionalista.
Similar a la Catedral de Wells, el reloj analógico de la Catedral de Iquitos está influenciado por los tradicionales números romanos, usando IIII en lugar de IV. Históricamente, el estilo numérico es muy predominante en muchos relojes europeos, y esto entregaría importantes datos de origen del reloj de la Catedral de Iquitos.

## Ornamento
Considerada el templo más elaborado en la ciudad en términos arquitectónicos y de pintura, la catedral tiene importantes trabajos de arte que incluye exquisitas pinturas y murales de óleo. Está caracterizado por un diseño cargado, especialmente en el Gran Salón de 800 m² donde recibe a los fidedignos. Existe un mural de óleo, llamado el Tríptico del Altar Mayor, ubicado en lo alto del altar mayor, con un estilo muy amazónico, hecho por César Calvo de Araujo: en la izquierda, está la consagración a la Virgen María en recuerdo del aniversario de la Cofradía de las Hijas de María; en el centro, está la Virgen María en una simbólica aparición sobre el río Amazonas frente a una primigenia Ciudad de Iquitos; y en la derecha, se presencia a los misioneros agustinos evangelizando en la zona del Napo con una imagen de la Sra. del Buen Consejo, patrona de las misiones agustinianas. Bajo el Tríptico, está ubicado una réplica de madera de la Catedral. A la derecha del altar mayor, está ubicado un púlpito de estilo europeo.
Otros de los grandes atractivos es la Bóveda de la Catedral de Iquitos con múltiples personajes divinos, con un estilo similar a la Capilla Sixtina.

### Rosetones
Entre los 15 ventanales podemos ver cómo sobresalen las advocaciones de santos de la Orden de San Agustín. Fueron donados por diversas instituciones y particulares según se indica al pie de los mismos.

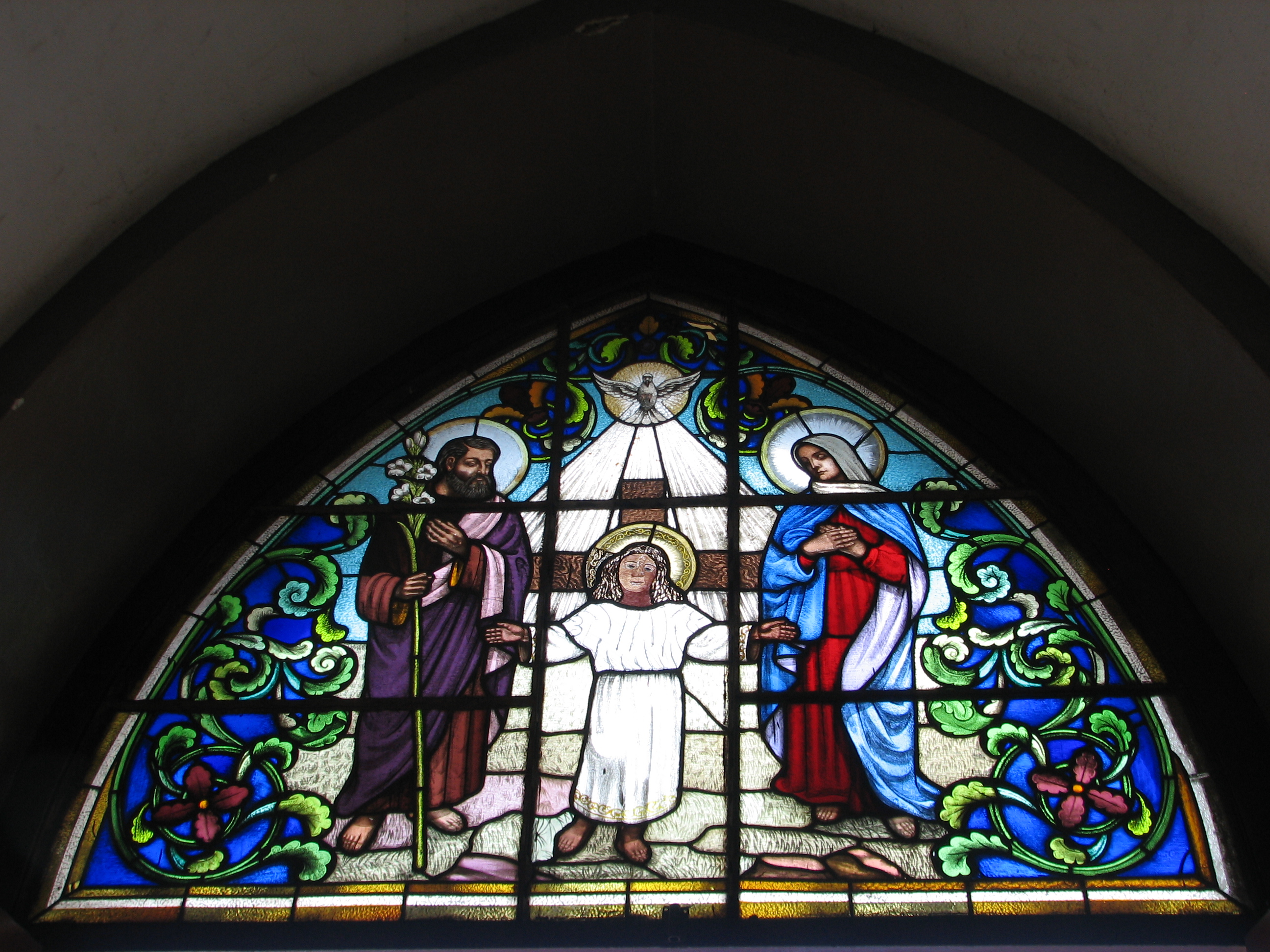
Jesús, junto a María y José, iluminados por el Espíritu Santo.
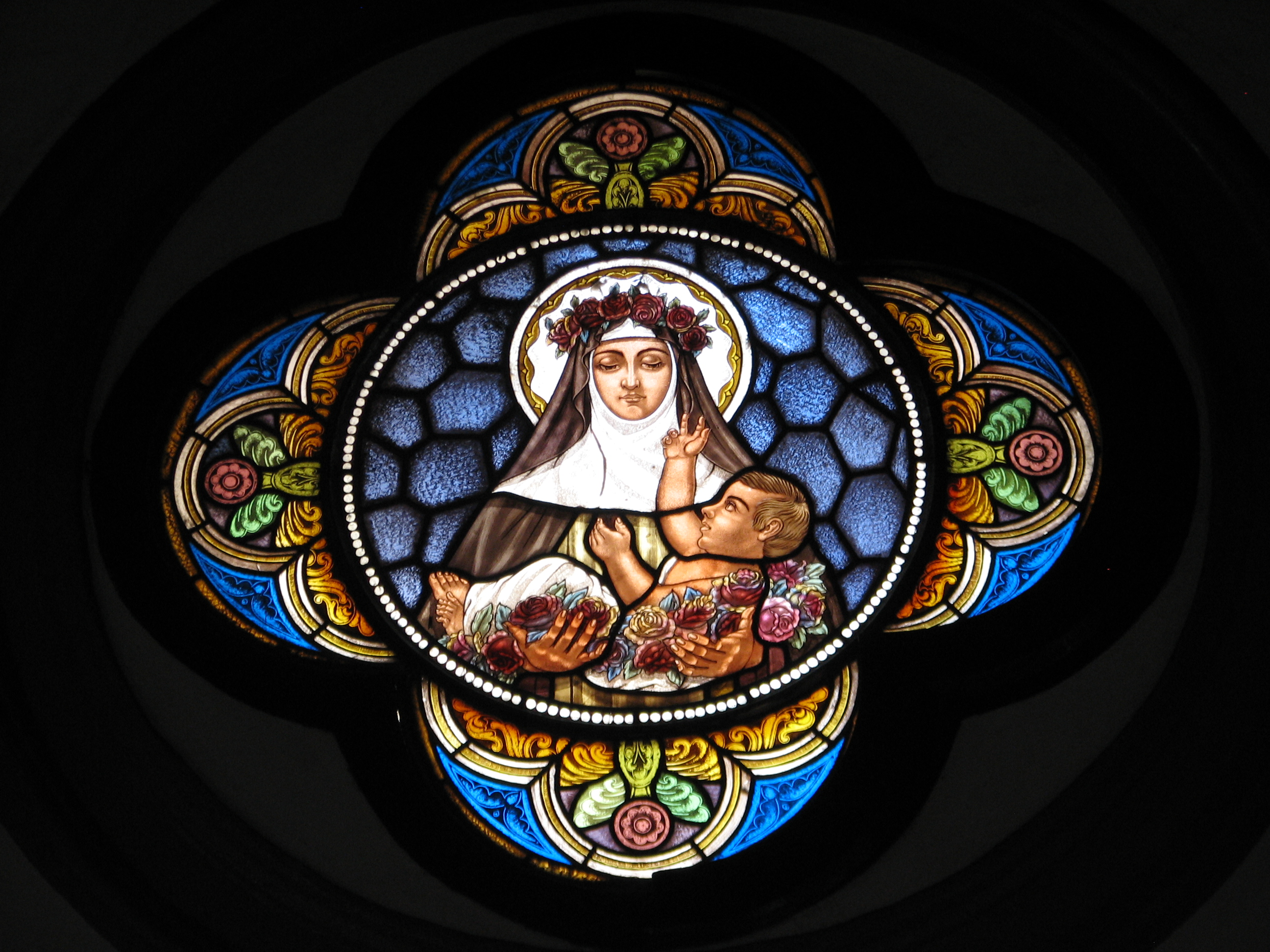
Santa Rosa de Lima
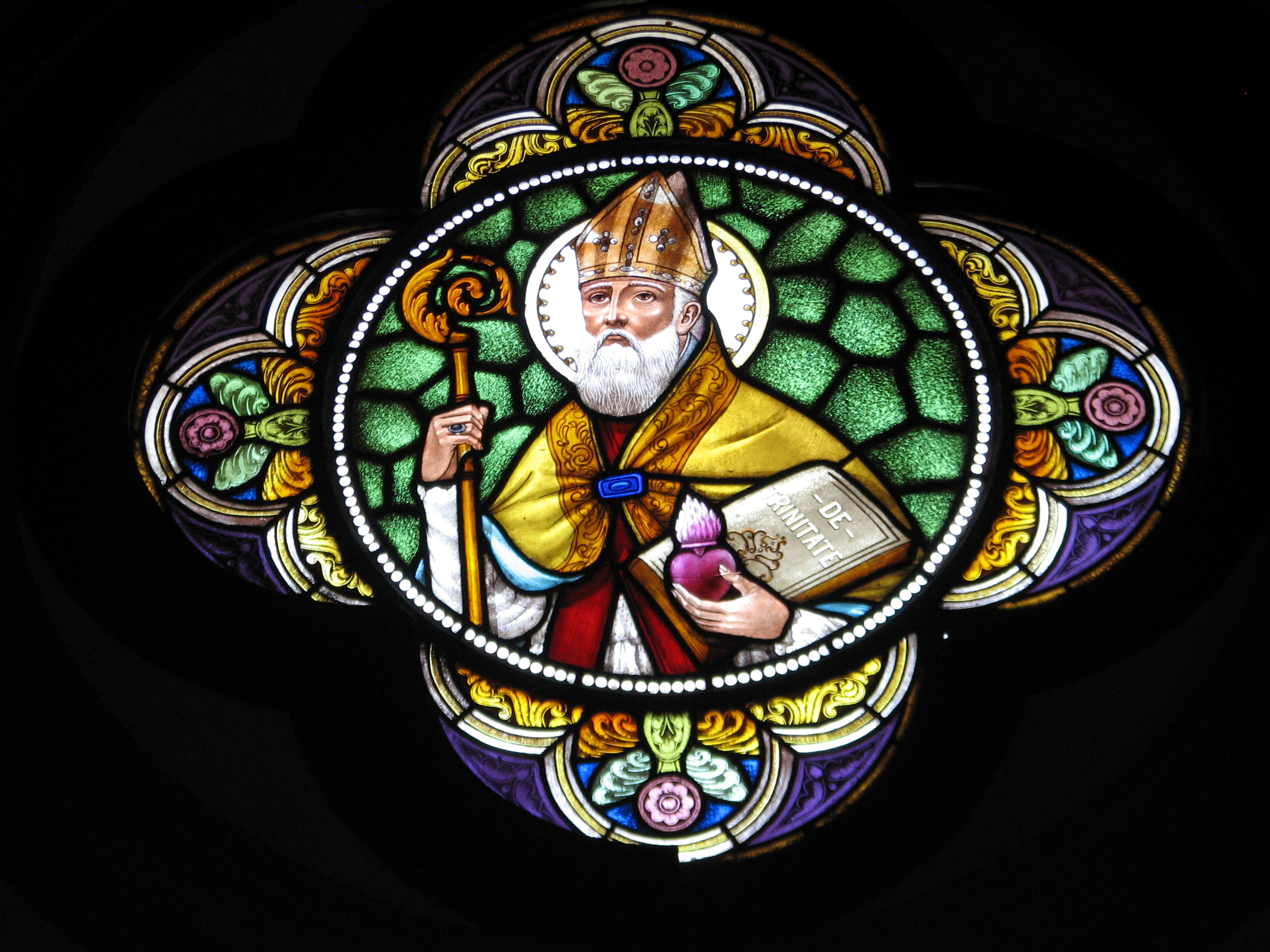
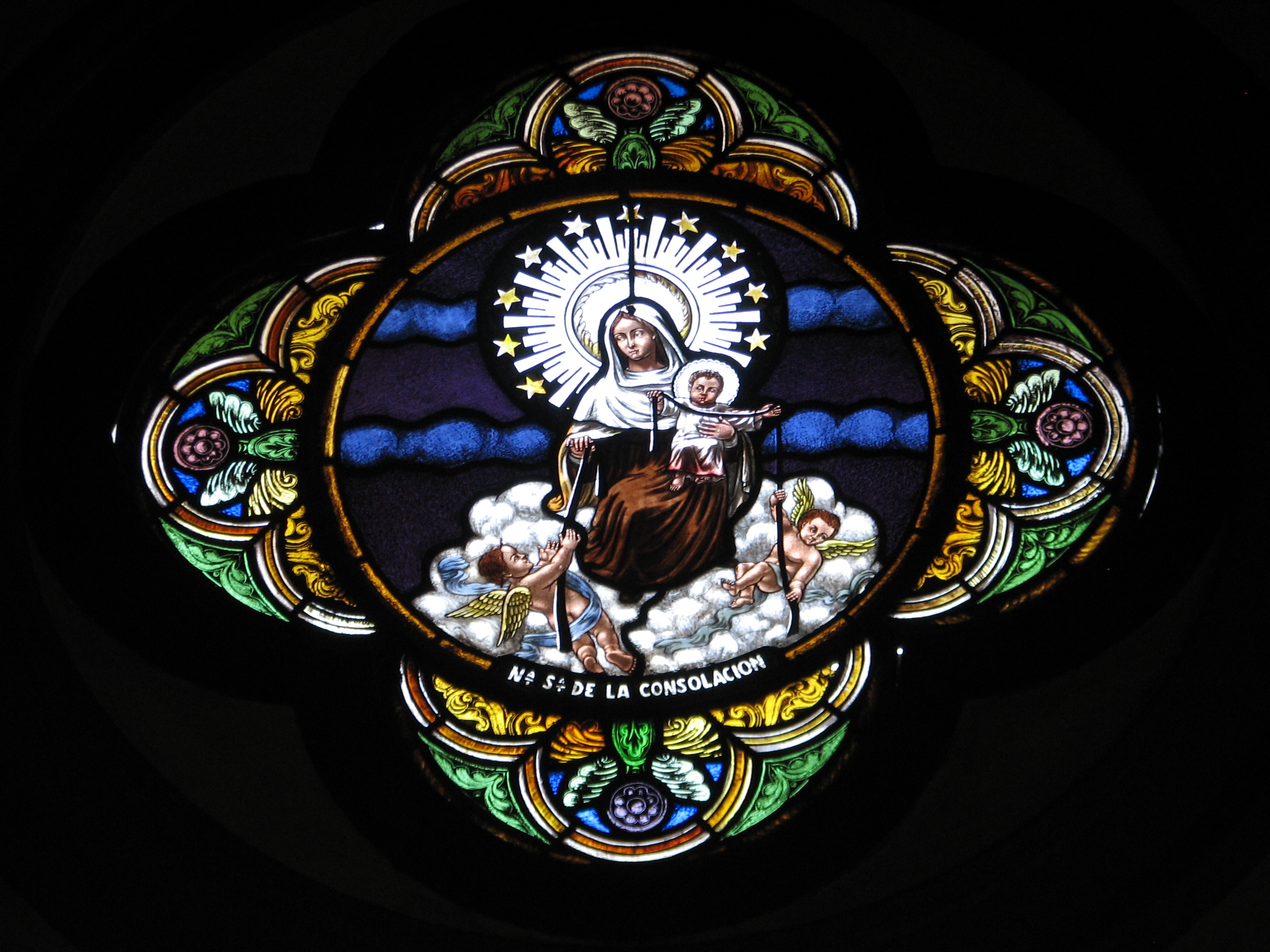
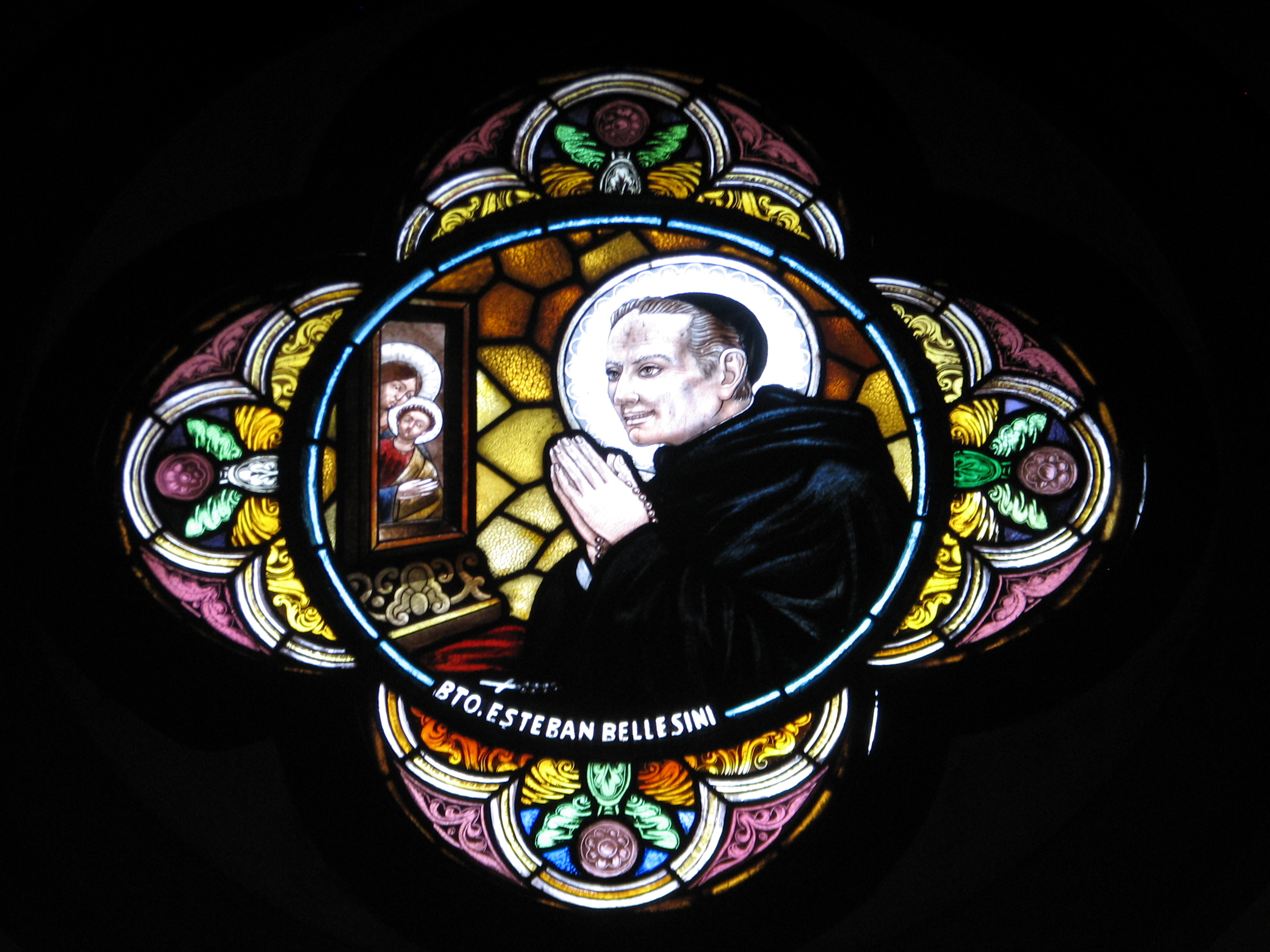
Esteban Bellesini
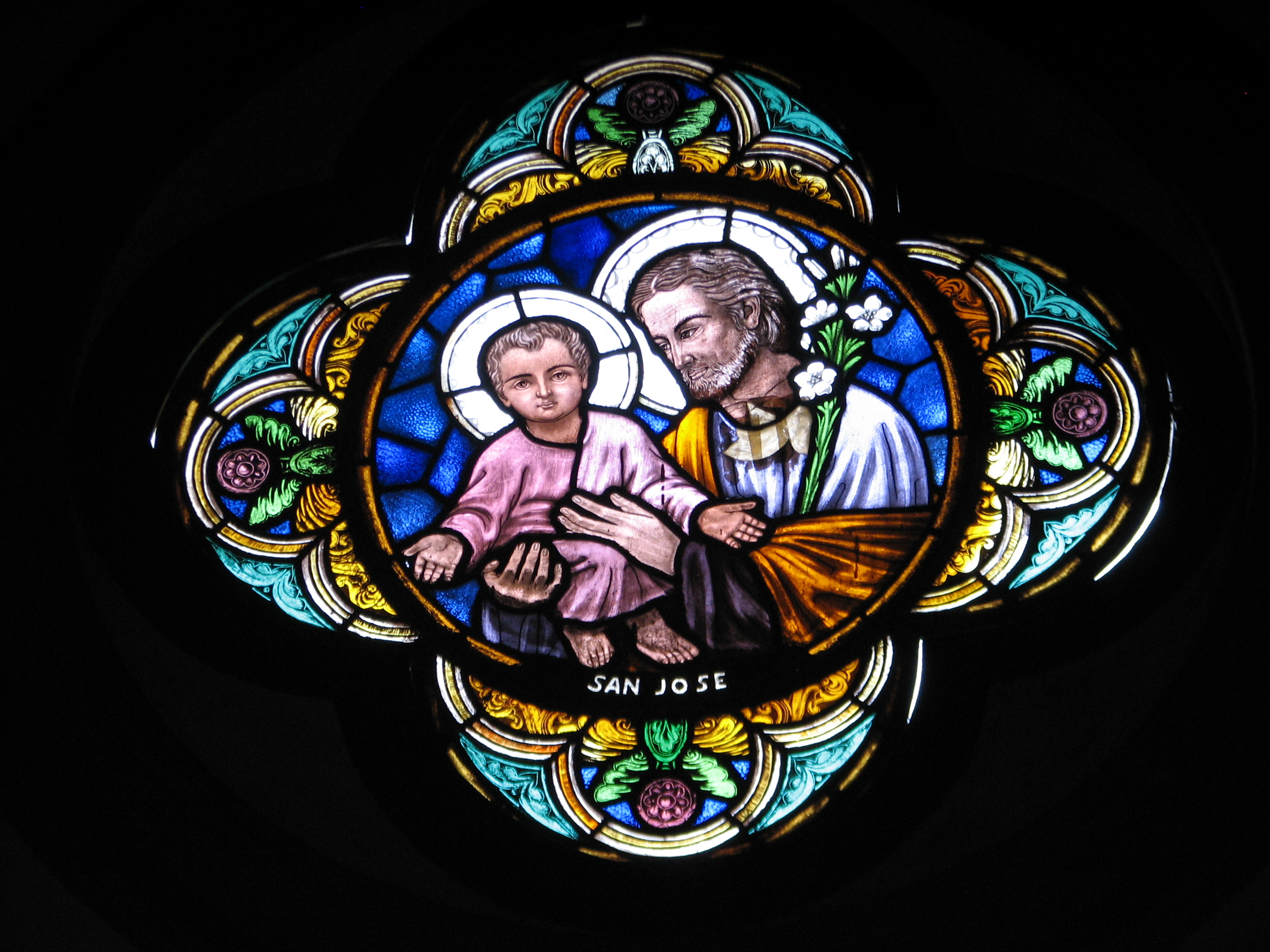
San José
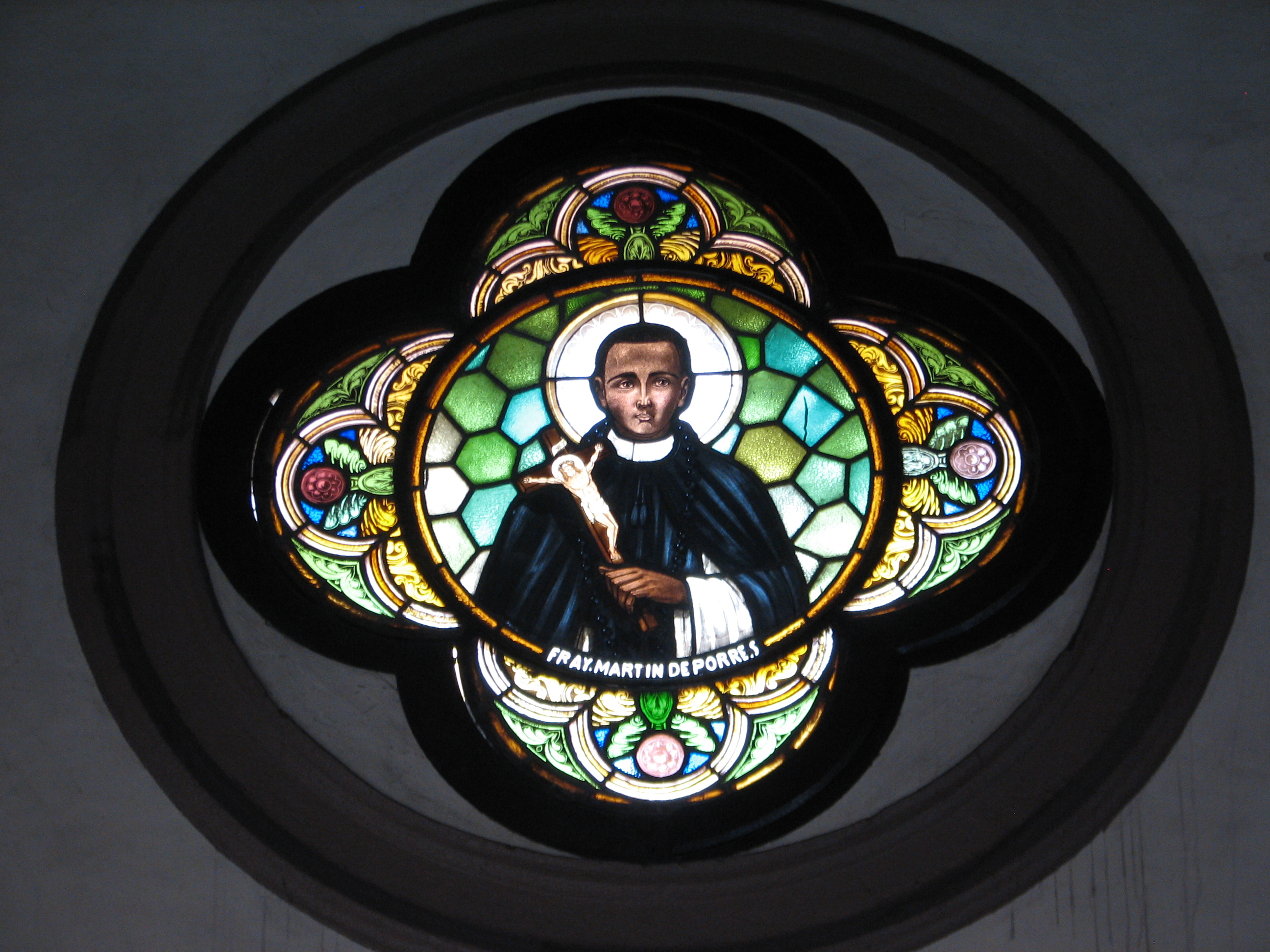
San Martín de Porres
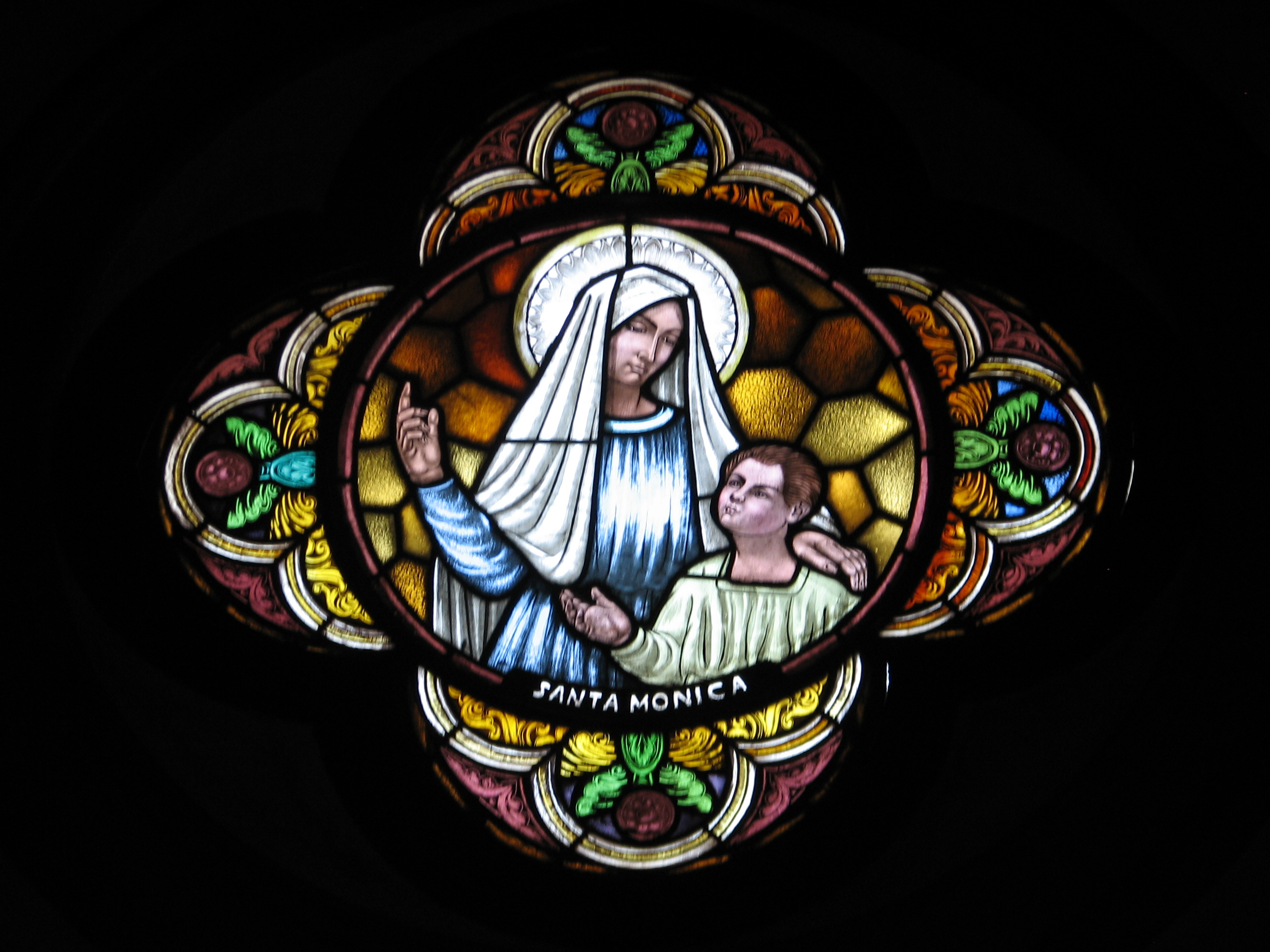
Santa Mónica
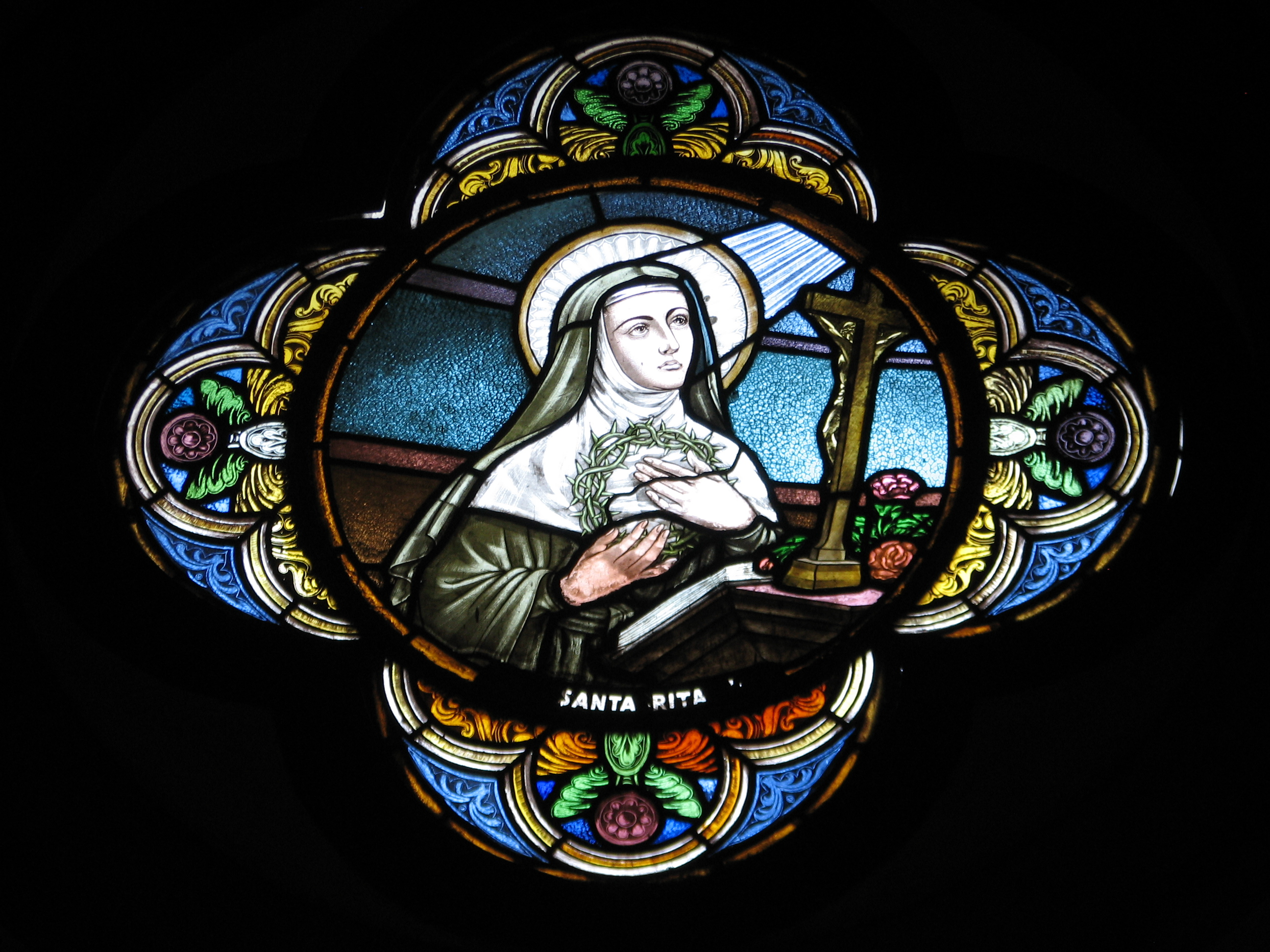
Santa Rita
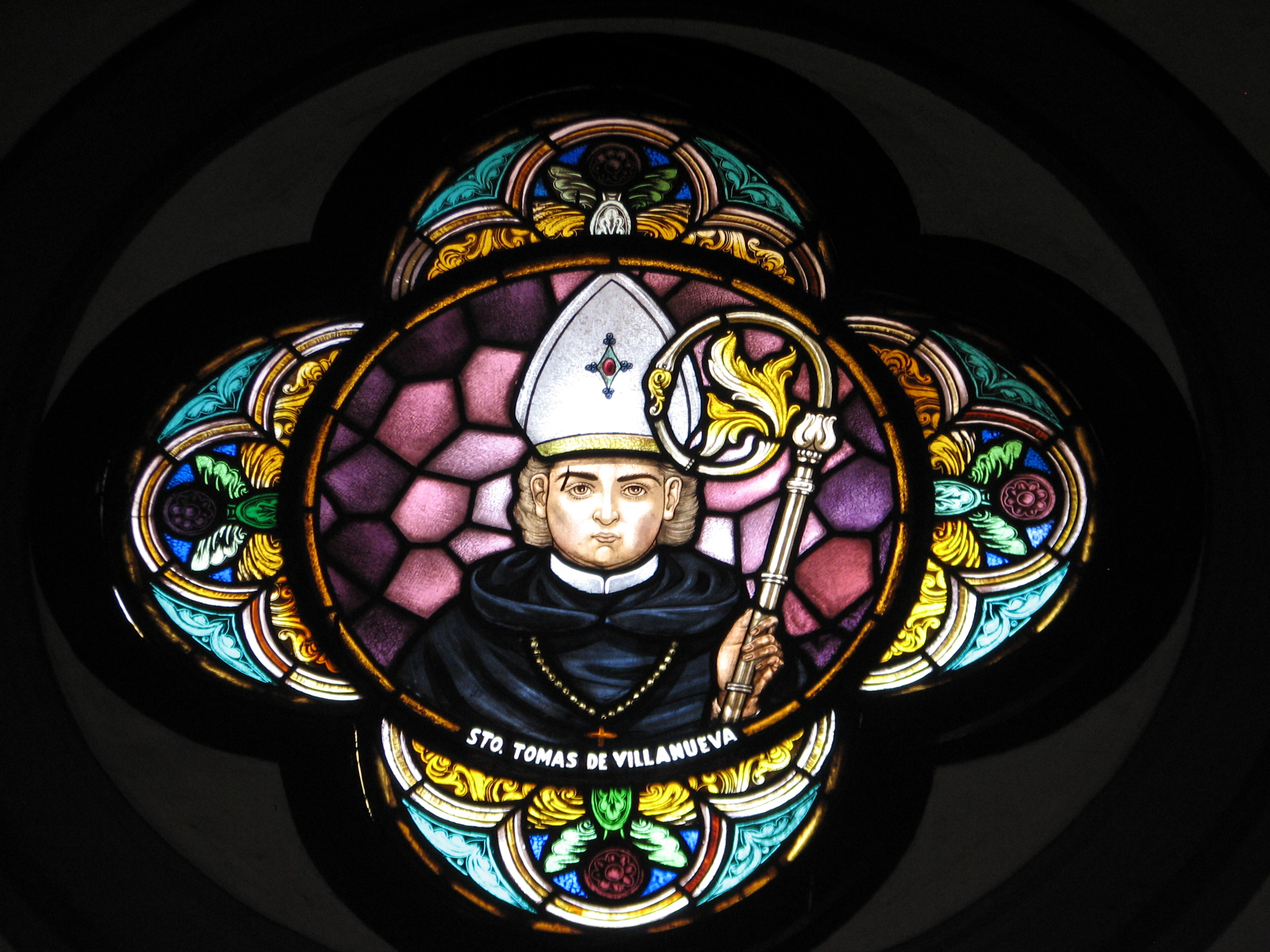
Santo Tomas de Villanueva

## En la cultura popular
- La arquitectura de la catedral fue presentada en forma de vestimenta durante la pasarela Vístamonos de Iquitos.